# مهندسی موریواکی
مهندسی موریواکی (انگلیسی: Moriwaki Engineering) شرکت موتورسیکلت‌سازی ژاپنی است، که در سال ۱۹۷۳ تأسیس شد.